# Atos Townshend
Os Atos Townshend (em língua inglesa "Townshend Acts", ou "Towshend Duties") foi uma série de leis instituídas pelo Parlamento Britânico e votados entre 1767 e 1768 com relação as possessões coloniais inglesas na América. Seu nome faz referência a Charles Townshend, o então Chanceler do Tesouro e proponente do programa.

## História
Constituíram-se de uma série de "Atos" criando tributos propostos por Charles Townshend e aprovados pelo Parlamento da Grã-Bretanha entre 1767 e 1768, que determinavam a taxação de artigos de consumo como o chá, o vidro, o papel e outros, além da criação de tribunais alfandegários nas colônias americanas.
Por causarem a elevação de preços desses artigos, o descontentamento que levantaram nas colônias inglesas na América provocou confrontos, sendo um dos fatores que conduziram ao processo de Independência dos Estados Unidos da América.